# Conseil international des sciences
Le Conseil international des sciences CIS (en anglais : International Science Council ISC) est une organisation internationale non gouvernementale fondée en juillet 2018 par la fusion du Conseil international pour la science et du Conseil international des sciences sociales.

## Historique
La première assemblée générale du CIS a eu lieu du 3 au 5 juillet 2018 à Paris, où son premier comité exécutif a été élu.

## Structure
L'assemblée générale est l'organe suprême du CIS. Le conseil d'administration (Governing Board), composé de dix-sept personnes, dirige le CIS. 

### Présidents
| Période     | Nom                 | Pays             |
| ----------- | ------------------- | ---------------- |
| 2018 - 2021 | Daya Reddy (en)     | Afrique du Sud   |
| Depuis 2021 | Peter Gluckman (en) | Nouvelle-Zélande |